# He Yingqin
He Yingqin o Ho Ying-chin (Xingyi, 2 aprile 1890 – Taipei, 21 ottobre 1987) è stato un generale e politico cinese.
Fu uno dei più importanti generali del Kuomintang durante la Repubblica di Cina e un grande alleato di Chiang Kai-shek.

## Biografia

### Primi anni

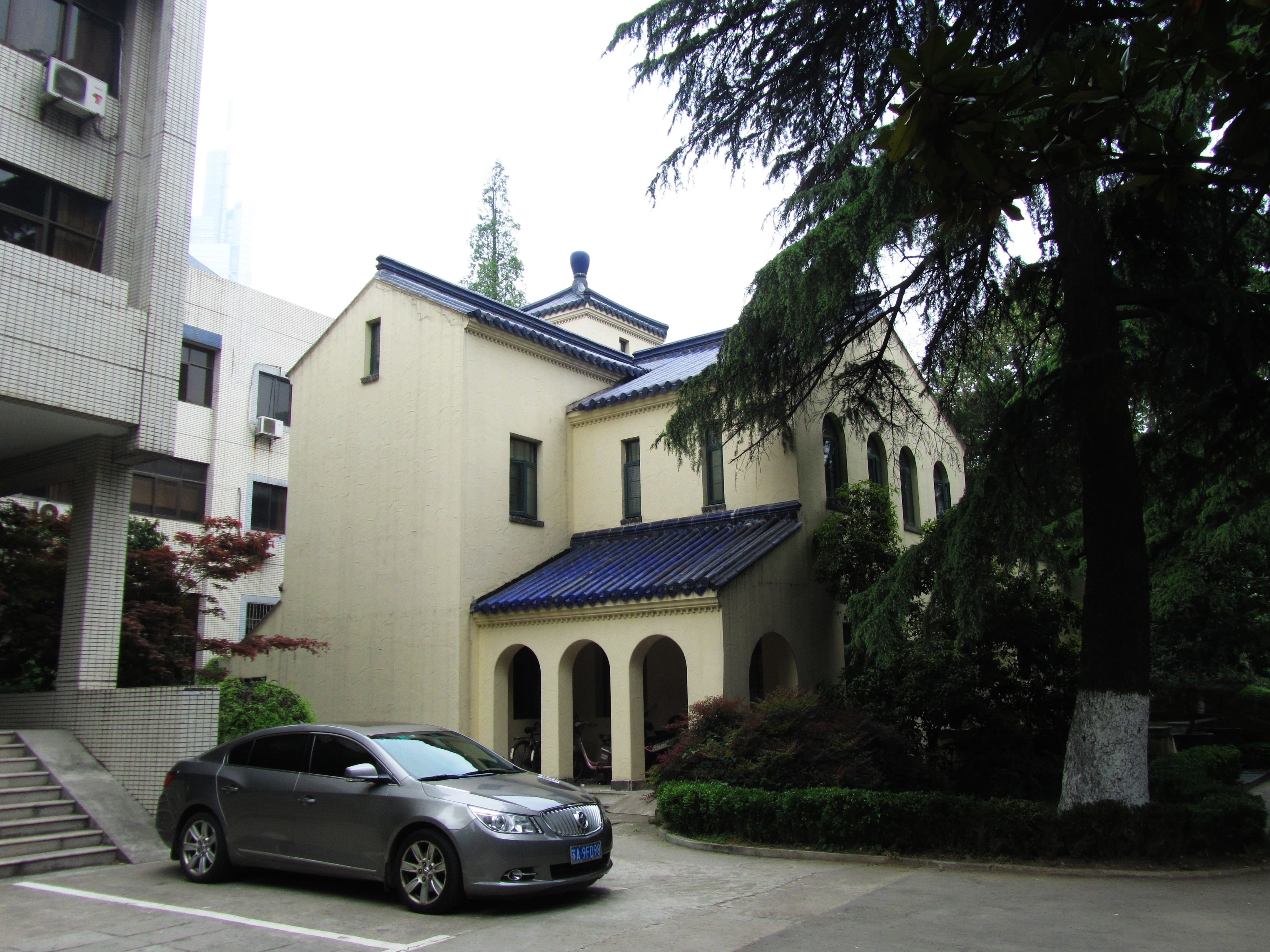
L'antica residenza di He Yingqin a Nanchino

He Yingqin nacque a Xingyi nel Guizhou il 2 aprile 1890. Nel 1907 entrò all'Accademia militare di Guiyang, da dove fu trasferito alla più prestigiosa scuola di Wuchang. Le sue grandi abilità militari furono presto notate dal Dipartimento della Difesa del governo Qing che per questo lo inviò a studiare in Giappone all'Accademia dell'Esercito Imperiale Giapponese e alla Tokyo Shinbu Gakko. In Giappone conobbe Chiang Kai-shek.
In Giappone He divenne un oppositore della Dinastia Qing e si unì al Tongmenghui, il movimento rivoluzionario democratico fondato da Sun Yat-sen. Tornato in Cina nel 1911, dopo la Rivolta di Wuchang, He partecipò alla Rivoluzione Xinhai contro la monarchia e dopo la proclamazione della Repubblica nel 1912 divenne collaboratore del governatore di Shanghai Chen Qimei. Tuttavia il conflitto tra il Tongmenghui e il nuovo presidente Yuan Shikai lo costrinse a espatriare di nuovo: tornò in Giappone dove completò la sua formazione militare. Tornato di nuovo in Cina, nel Guizhou, nel 1916, con la raccomandazione del figlio di Liu Xianshi, governatore della provincia, divenne colonnello comandante del 4º Reggimento provinciale.

### Ascesa e caduta nel Kuomintang
Nel 1924, grazie al sostegno di Chiang Kai-shek, He divenne istruttore generale dell'Accademia militare di Whampoa. In quella posizione, egli ebbe la responsabilità di istruire numerosi cadetti che formarono l'Esercito Rivoluzionario Nazionale cinese. He comandò il 1º Corpo d'armata durante la Spedizione del Nord (1926-1928) e condusse le truppe attraverso il Guangdong e il Fujian. Dopo la cattura del Fujian He conquistò anche lo Zhejiang. Nel 1927 sostenne Chiang nella sua decisione di dichiarare la guerra civile contro i comunisti e il generale Bai Chongxi nella perpetrazione del Massacro di Shanghai, ma l'anno seguente fu privato di gran parte dei suoi poteri quando non appoggiò completamente Chiang Kai-shek nei suoi contrasti con Wang Jingwei e la Nuova cricca del Guangxi guidata dal generale Li Zongren e da Bai Chongxi, rivali di Chiang all'interno del Kuomintang. Nonostante questo, durante la Guerra delle Pianure centrali del 1930 si mostrò fedele a Chiang, e come ricompensa fu da lui nominato Ministro della Guerra, recuperando così il suo potere all'interno dell'esercito.
Nel 1931 He fu nominato comandante delle forze nazionaliste nella Seconda campagna di accerchiamento contro il Soviet del Jiangxi ma le sue truppe subirono grandi perdite, cosa che significò l'inizio della fine della sua reputazione come eccezionale comandante.
Durante il primo espansionismo giapponese, He fece parte di quelli che preferivano evitare un conflitto armato immediato contro l'Impero giapponese e disarmò l'esercito anti-giapponese formato dal generale Feng Yuxiang. Durante l'Incidente di Xi'an il generale fu nominato Comandante dell'esercito d'urgenza nell'eventualità di un intervento per liberare Chiang, prigioniero di Zhang Xueliang.
Con l'inizio della Seconda guerra sino-giapponese dopo l'Incidente del ponte di Marco Polo nel 1937, He fu nominato Capo di Stato maggiore e lavorò con Chiang all'elaborazione dei piani militari. Nel 1944 quando la sua carica di Ministro della Guerra fu consegnata al favorito di Chiang, Chen Cheng, He fu nominato Comandante Generale dell'Area Militare Cinese, una posizione onorevole senza però reale potere, e fu inviato nello Yunnan per addestrare la Forza di spedizione cinese, creata dal generale statunitense Joseph Stilwell per assistere gli Alleati nelle operazioni nel Sud-est asiatico.
Il 9 settembre 1945 He rappresentò il governo cinese alla cerimonia di consegna dell'Atto di resa giapponese alla Cina tenutasi a Nanchino, atto che gli fu consegnato dal generale Yasuji Okamura, capo della delegazione giapponese. Questo momento storico mise He sotto tutti i riflettori del mondo e segnò l'apice della sua carriera.

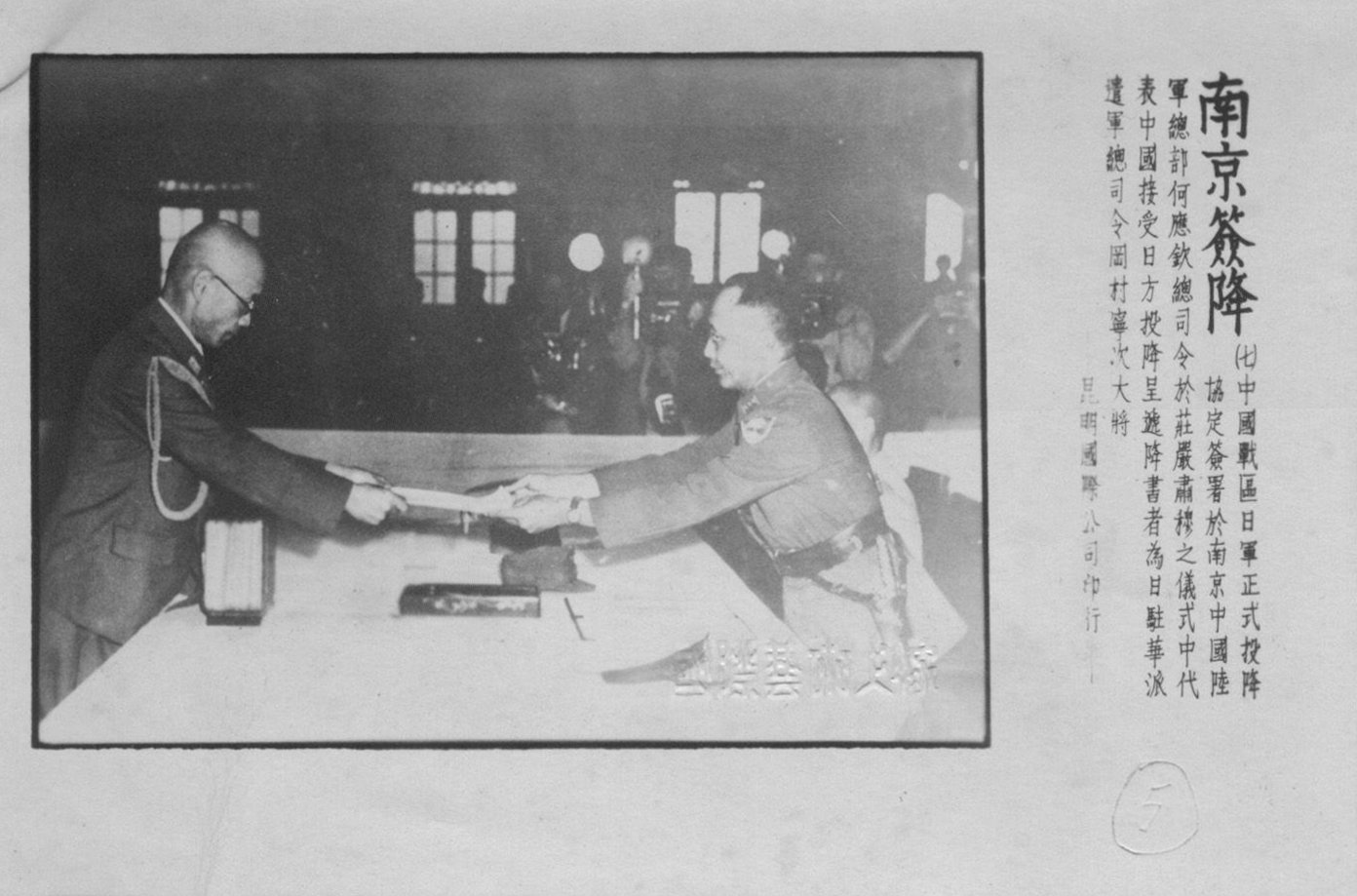
Il Comandante in Capo dell'Esercito di spedizione in Cina, generale Yasuji Okamura, presenta l'Atto di resa giapponese a He Yingqin a Nanchino il 9 settembre 1945

Quando nel 1948 la guerra civile cinese riprese su vasta scala, He venne nominato Ministro della Difesa nazionale. Dopo le dimissioni di Chiang da presidente nel 1949 e l'insediamento di Li Zongren, He, sotto richiesta di Li, tentò di mediare un cessate il fuoco con i comunisti ma invano.
Il 12 marzo venne anche nominato primo ministro ma non mantenne questa carica a lungo. Infatti si dimise già il 6 giugno visto il fallimento del Governo nazionalista contro l'inesorabile avanzata dell'Esercito Popolare di Liberazione del Partito Comunista Cinese. Al suo posto subentrò Yan Xishan, signore della guerra dello Shanxi.

### Ultimi anni
Nel 1950 Chiang ridivenne presidente della repubblica di Cina a Taiwan, l'ultimo baluardo rimasto, scelto da lui, contro l'avanzata comunista. He non ottenne alcun ruolo importante nel nuovo governo, nemmeno nel comitato centrale del partito, riducendosi pertanto a occuparsi di mansioni minori. Nel 1986 fu colpito da un ictus e fu portato in ospedale, dove, dopo mesi di cure e trattamenti, morì il 21 ottobre 1987 all'età di 97 anni. Con il soprannome di Generale fortunato egli prese parte a battaglie e campagne e visse più a lungo di tutti gli altri patriarchi del Kuomintang. Fu seppellito nel Cimitero militare del Monte Wuzhi a Taiwan.